# Weymouth Football Club
Il Weymouth Football Club è una squadra di calcio inglese semi professionista, militante in National League.

## Storia
Il Weymouth Football Club è stato fondato nel 1890. Nella stagione 1979-1980 il club è stato tra i membri fondatori della Alliance Premier League, un nuovo campionato che di fatto divenne il principale livello calcistico inglese al di fuori della Football League (e che divenne ufficialmente il quinto livello del campionato inglese a partire dalla stagione 1986-1987 con l'introduzione delle promozioni e retrocessioni da e per la Football League); nel campionato inaugurale di questa nuova lega il Weymouth si piazzò al secondo posto in classifica, risultato che in seguito non è più riuscito ad eguagliare. Nella stagione 2003-2004 ha conquistato un secondo posto in classifica nella Southern Football League.
Nella stagione 2019-2020 ha vinto i play-off di National League South (sesta divisione), vincendo in finale per 3-0 contro il Dartford e tornando in National League dopo 15 anni.

## Allenatori
- Billy Kingdon (1947-1948)
- Jack Taylor (1950-1952)
- Frank O'Farrell (1961-1965)
- Stan Charlton (1965-1972)
- Graham Carr (1977-1978)
- Brian Godfrey (1983-1987)
- Len Ashurst (1992-1993)
- Trevor Senior (1995)
- Graham Carr (1995)
- Neil Webb (1997)
- Fred Davies (1997-1999)
- Geoff Butler (2002-2003)
- Steve Claridge (2003-2004)
- John Hollins (2008)
- Bobby Gould (2009)
- Brian Stock (2020-2022)
- David Oldfield (2022-)

## Palmarès

### Competizioni nazionali
- National League South: 1

2005-2006
- Southern Football League: 3

1964-1965, 1965-1966, 2018-2019
- Conference League Cup: 1

1981-1982

### Competizioni regionali
- Southern Football League Southern Division: 1

1997-1998
- Dorset Senior Cup: 13

1985–1986, 1986–1987, 1987–1988, 1990–1991, 1991–1992, 1993–1994, 1999–2000, 2000–2001, 2002–2003, 2014–2015, 2015–2016, 2016–2017, 2019–2020